# Duello a tre
Duello a tre (Deadlock) è un film italo-tedesco del 1970 diretto da Roland Klick.

## Trama
In una città mineraria deserta in fondo al nulla, tre banditi si contendono per una valigia piena di contanti.